# Bašin
Bašin (cyr. Башин) – wieś w Serbii, w okręgu podunajskim, w gminie Smederevska Palanka. W 2011 roku liczyła 444 mieszkańców.